# 電廠輔助設備
電廠輔助設備（Balance of plant）也稱為周邊輔助設備，是電力工程學中常用的詞語，是指在發電廠中除了發電模組外，為了供應電力需要的元件以及輔助系統，其中可能包括变压器、逆變器、固定用結構等，視發電廠的型式而不同，如離岸風力發電機組的其他維護項目，會包括海上轉接平台、海纜及陸域機電設備等。
電廠裡的電廠輔助設備，是讓電廠電力輸出可以正常運行的設備。